# Quentin Roosevelt (Schiff, 1918)
Die Quentin Roosevelt (ex Flamant) war ein als Aviso bezeichnetes Kanonenboot der französischen Marine, das die meiste Zeit seiner aktiven Laufbahn als Fischereischutzschiff diente, im Zweiten Weltkrieg jedoch von der britischen Royal Navy in Besitz genommen und eingesetzt wurde.

## Das Schiff
Das Schiff, ein Einzelschiff, wurde 1913 im Arsenal von Rochefort auf Kiel gelegt, aber der Bau wurde nach dem Ausbruch des Ersten Weltkriegs zunächst gestoppt und erst 1917 wegen des Mangels an Geleit- und Patrouillenbooten wieder aufgenommen. Das Schiff lief am 27. Oktober 1917 mit dem Namen Flamant vom Stapel und wurde am 17. April 1918 in Dienst gestellt. Bei einer Länge von 55 m über alles bzw. 47 m zwischen den Loten, einer Breite von 8,85 m und einem Tiefgang von 2,90 m leer bzw. 3,97 m voll ausgerüstet verdrängte die Flamant 585 Tonnen. Die Maschinenanlage bestand aus zwei Marinekesseln und einer Dreifachexpansions-Dampfmaschine mit 1.100 PS, die über eine Schraube eine Höchstgeschwindigkeit von 14,5 Knoten ermöglichte. Die Bunkerkapazität betrug 100 Tonnen Kohle, die Reichweite 1.500 Seemeilen bei 10 Knoten Marschgeschwindigkeit. Das Schiff war mit zwei 75-mm-Schnellfeuergeschützen des Typs Canon de 75 mle 1897 (guerre) (eins vorn, eins achtern), einer Fla-Mitrailleuse des Typs St. Étienne M1907 und zwei Wasserbombengestellen am Heck bewaffnet. Die Besatzung bestand aus 44 Mann.

## Schicksal

### Französische Marine
Nach ihrer Indienststellung diente die Flamant bis Kriegsende als Patrouillenboot. Dann wurde sie im März 1919 demobilisiert und für ihre zukünftige Aufgabe als Fischereischutzschiff umgerüstet. Dabei wurde das achtere Geschütz entfernt und der Schornstein um 1,5 m verkürzt. Das Schiff nahm am 1. April 1919 seinen Dienst an der damit wiedereröffneten „Station Navale de la Manche et de la Mer du Nord“ in Boulogne auf, zusammen mit den Trawlern Sentinelle und Sajou. Im Februar 1920 wurde das Schiff in Quentin Roosevelt umbenannt, zu Ehren des jüngsten Sohns des ehemaligen US-Präsidenten Theodore Roosevelt, Jagdpilot des United States Army Air Service, der am 14. Juli 1918 in der Champagne abgeschossen und getötet worden war. Bis zum Juni 1939 versah die Quentin Roosevelt von dort aus ihren Dienst als Fischereischutzschiff („aviso garde-pêche“) im Ärmelkanal, der Nordsee und den Gewässern um Island. Dabei hatte sie bei den meisten ihrer Fahrten auch Wissenschaftler des Meeresforschungsinstituts Ifremer („Institut français de recherche pour l'exploitation de la mer“) aus Boulogne an Bord. Ab Juni 1928 war die Quentin Roosevelt zusammen mit dem Kreuzer Strasbourg an der erfolglosen Suche nach dem am 18. Juni mit Roald Amundsen an Bord verschollenen französischen Flugboot Latham 47 beteiligt; erst im September wurden die Schiffe nach 80 Tagen in der Arktis abgezogen, da alle gefundenen Anzeichen auf den Totalverlust des Flugboots deuteten.
Am 27. Juni 1939 kündigte ein ministerielles Rundschreiben die Ausmusterung des Schiffes im August 1941 an, wenn es durch den bei Forges et Chantiers de la Méditerranée in La Seyne-sur-Mer bestellten neuen Aviso La Furieuse ersetzt werden würde, aber dazu kam es nicht. Am 3. September 1939, dem Tag der französischen Kriegserklärung an das Deutsche Reich, war die Quentin Roosevelt Teil der in Cherbourg stationierten 1. Aviso-Division („1e division d’avisos“), deren vier Schiffe Geleitsicherung gegen U-Boot-Angriffe durchführten. Noch im Herbst 1939 wurde das Schiff mit Minenräumgeschirr ausgerüstet und dann als Hilfsminensucher der 3. Minenräumsektion („3e Section de Dragage“) in Cherbourg zugeteilt. Ende Mai 1940 nahm es an der Operation Dynamo teil, der Evakuierung britischer und französischer Truppen aus Dünkirchen. Am 18. Juni 1940 – dem Tag, an dem General de Gaulle von Radio Londres aus die Franzosen mit dem „Appell des 18. Juni“ zur Fortführung des Widerstandes aufrief – lief die Quentin Roosevelt von Cherbourg hinüber nach Portsmouth in England.

### Royal Navy
Dort wurde das Schiff am frühen Morgen des 3. Juli im Zuge der Operation Grasp (parallel zur Operation Catapult) von britischen Truppen geentert und beschlagnahmt. Die Royal Navy stellte das Schiff als mit der Kennung FY 317 in Dienst, zunächst zum Transport von Truppen und Material zwischen Oban und Lochailort an der Westküste Schottlands. Schon bald wurde das Schiff jedoch als U-Boot-Jäger ausgerüstet, dazu mit einem zusätzlichen 4,7-cm-Hotchkiss-Schiffsgeschütz bewaffnet, der 12th Anti-Submarine Group in Aberdeen zugewiesen. und im Geleit- und Sicherungsdienst zwischen Schottland, den Orkneys und den Shetlandinseln eingesetzt. Da die FNFL (Forces navales françaises libres, Freie Französische Marine) nicht genügend Personal hatte, wurde das Schiff ab Januar 1941 der Royal Navy Section Belge (RNSB) unterstellt und der in Kirkwall stationierten „24th Anti-Submarine Group“ zugewiesen. Ein Teil der Besatzung bestand nunmehr aus jeweils 30–50 belgischen Freiwilligen, in der Mehrzahl westflämische Fischer, die auf dem Schiff für den Dienst auf Kriegsschiffen geschult wurden. Mit diesen Männern wurden dann im Februar bzw. April 1942 die Besatzungen der beiden RNSB-Korvetten der Flower-Klasse, Godetia (K226) und Buttercup (K193), zusammengestellt. Am 21. September 1941 rettete die Quentin Roosevelt die Besatzung des griechischen Frachters Avra, der nach einer Kollision mit dem britischen Frachter Marvia vor Duncansby Head an der Nordostspitze Schottlands sank. Ab Januar 1943 war das Schiff dann nur noch U-Jagd-Schulschiff.

### Ende
Nach Kriegsende wurde es im Juni 1945 an Frankreich zurückgegeben und noch einmal als Fischereischutzschiff eingesetzt. Am 14. Februar 1947 wurde die Quentin Roosevelt aus der Schiffsliste gestrichen, am 15. Februar 1950 zum Verkauf freigegeben und schließlich 1955 abgewrackt.